# David Klobasa
David Klobasa, slovenski politik, * 12. maj 1988, Maribor.
David Klobasa je bil član fantovske glasbene skupine Casanova. Je član Nove Slovenije. Na lokalnih volitvah 2018 je postal župan Občine Sveta Trojica v Slovenskih goricah. Na lokalnih volitvah leta 2022 je v prvem krogu prejel 84,71 % glasov in dobil drugi županski mandat.

## Zasebno
Maja 2025 naj bi ga po poročanju medijev vinjenega ustavila policija. Ker naj bi za volan sedel kljub predhodno izrečeni prepovedi vožnje, so mu policisti zasegli vozilo. Sam je na družabnih omrežjih potrdil, da je začasno ostal brez vozniškega dovoljenja.